# Храм Николы на Репинке (Обнинск)
Храм в честь святителя Николая, архиепископа Мир Ликийских, чудотворца на Репинке — ныне утраченный православный храм на Никольском погосте села Гриднево Репинской волости Малоярославецкого уезда, располагался на берегу реки Репинки при впадении в неё левого притока — ручья Гридневского, впоследствии сельское кладбище, на современной территории парка отдыха в микрорайоне Старый город, ныне в черте города Обнинска Калужской области.

## История
1588 год — первое упоминание о деревянном храме святителя и чудотворца Николая на реке Репинка, на погосте села Гриднево Репенской волости, которым в то время владели Андрей и Федор Раевские находится в Писцовой книге Малоярославецкого уезда

храм ветх Никола Чудотворец стоит без пеней
Следующий владелец села князь Козловский продал его Борису Федоровичу Годунову, из соседней также принадлежавшей ему с конца XVI века усадьбы Белкино он переселил на Репинку несколько крестьянских семей, чем возродил село.
В 1620-е годы владельцем был царь Михаил Фёдорович Романов. Постепенно село Гриднево пришло в упадок и он него остался только Никольский погост.
В 1628 году известно о том, что окрестными крестьянами храм был обновлен

на погосте церковь Никола Чудотворец древян клетцки, строение приходское. А на приходской земле двор попа Леонтия да четыре кельи нищих, питаются от церкви Божии
В 1646 году Переписная книга содержит имена живших при церкви бобылей:

Ивашка Филонов, прозвище Котин, Васька Силевестров с братом с Федькою Мартиновым, а у Васьки сын Никанко
В конце XVII века храм сгорел, но в 1693 году — восстановлен и 3 июля сего года священнику Аверкию Максимову был выдан антиминс
В 1732 году владение относилось к Андрею Ивановичу Пущину, так в ризнице Преображенской церкви в Спас-Загорье хранится пожертвованная им богослужебная книга с собственноручной записью:

Сия книга, глаголемая Минея служба святых, Ярославецкого уезду Малого Репинской волости церкви Николая Чудотворца, что на Репинке. А подписал лейб-гвардии Преображенского полка поручик Андрей Иванов сын Пущин ноября в 30 день 1732 года в Москве
В 1756 году Малоярославецкая воеводская канцелярия упоминает, в ведении Пафнутьева-Боровского монастыря был Николая-Чудотворца, что на Репинке, приходской поп Иван Яковлев
В 1782 году Атлас Калужского наместничества имеет данные о деревянной церкви во имя Николая Чудотворца на левом берегу речки Репинки (Репинский погост) и принадлежащих её священно и церковнослужителям пашнях, покосах и т. п.
В XIX веке на месте храма была кладбищенская часовня.

## Храм Владимира и Ольги
Память о Никольском храме сохраняется в действующей с 1994 года на этой территории церкви в честь князя Владимира и княгини Ольги. В храме существует недавняя традиция особого почитания иконы святителя Николая, перенесённой из Преображенской церкви в Спас-Загорье. На южной стене церкви установлено рельефное изображение святителя Николая, выполненное в скульптурной мастерской в Кондрове.

### Церковь Покрова Богородицы
C 16 июня 2016 года община осуществляет строительство нового храма в честь Покрова Пресвятой Богородицы, один из приделов которого сохранит память святителя Николая и храма на Репинке, носившего его имя. Два других придела будут освящены во имя Владимира и Ольги, а подземный крестильный храм-баптистерий — в честь преподобного Корнилия Псково-Печерского